# مارک وارنر
مارک وارنر (به انگلیسی: Mark Warner) (زادهٔ ۱۵ دسامبر ۱۹۵۴) سناتور ایالت ویرجینیا در سنای ایالات متحده آمریکا است که برای نخستین‌بار در ۳ ژانویه ۲۰۰۹ به‌عضویت این مجلس درآمد. وی در زمرهٔ سناتورهای گروه دوم است که به‌مدت ۴ سال در سنا حضور دارند و تا تاریخ ۳ ژانویه ۲۰۱۵ در این مجلس خواهد بود.